# Swinging
Swinging (czasem nazywany swingującym stylem życia albo swingowaniem) – niemonogamiczna forma aktywności seksualnej, traktowana zwykle jak każda inna aktywność, która może być doświadczana w małżeństwie. W przeciwieństwie do otwartych małżeństw z lat siedemdziesiątych XX wieku czy poliamorii, w swingingu na pierwszym planie istotna jest emocjonalna monogamia lub miłosna relacja z małżonkiem. Swingowanie odbywa się zazwyczaj w obecności małżonka i wymaga jego zgody na tego rodzaju doświadczenie. Pomimo tego, że swingersi często zostają przyjaciółmi z innymi parami, to istnieją reguły ograniczające ich zaangażowanie emocjonalne z osobami spoza małżeństwa. Zwolennicy uważają, że stosunki seksualne z osobą inna niż współmałżonek poprawiają relacje seksualne i emocjonalne w związku.
Na podstawie dwóch badań oszacowano, że od 2 do 4% małżeństw może angażować się okazjonalnie w swinging. Inne dane wskazują, że ta forma aktywności seksualnej dotyczy około 1% par.